# Francesca Hayward
Francesca Hayward (Nairobi, julho de 1992) é uma atriz e bailarina queniana de origem britânica.

## Biografia
Hayward nasceu em julho de 1992 em Nairóbi, Quênia filha de pai inglês e mãe queniana. Com a idade de dois anos ela se mudou para Goring-by-Sea subúrbio de Worthing em West Sussex para morar com seus avós. Ela começou o balé aos 3 anos, depois que seus avós compraram para ela um vídeo de O Quebra-Nozes.   Quando ela era jovem, ela dançou na Le Serve School of Ballet e Theatre Dance em Worthing até que seu professor a encorajou a fazer um teste para White Lodge, a seção júnior da Royal Ballet School. Depois de ser uma Junior Associate desde os nove anos de idade, ela entrou na escola aos 11 anos em 2003, e progrediu para a Royal Ballet Upper School em 2008.  Segundo Hayward, devido a uma lesão, ela não se formou oficialmente, mas recebeu um certificado de participação.